# Deštník

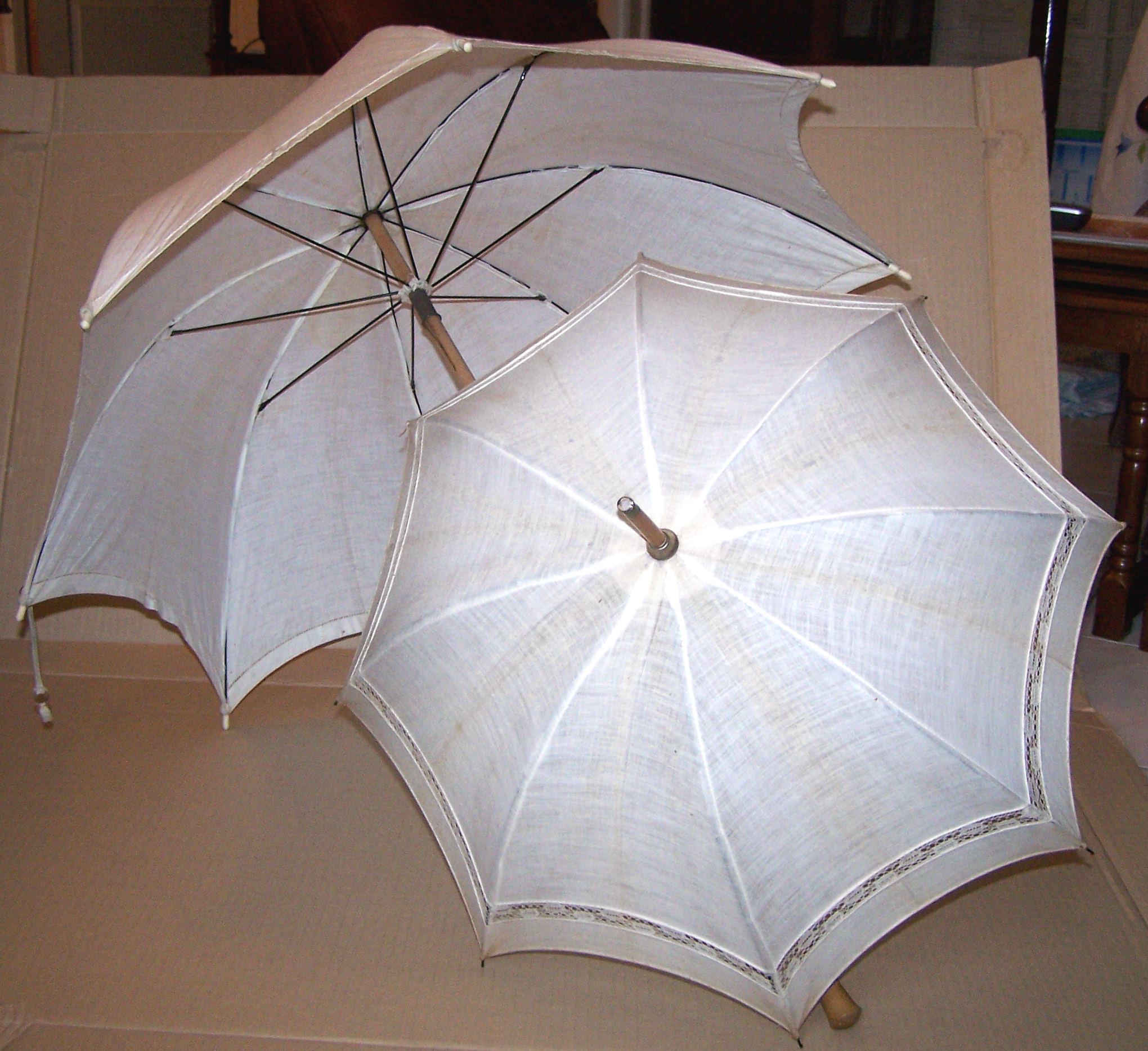
Deštníky

Deštník (zastarale či hovorově paraple, z francouzského parapluie) je předmět, který umožňuje krátce schovat či déle ochraňovat osoby a předměty pod ním ukryté před deštěm, jako slunečník, někdy i padajícím sněhem.

## Historie
Nejstarší slunečníky byly známy již ve starém Egyptě.
Slunečníky se skládacím mechanismem jsou doloženy v archeologických nálezech na Blízkém východě.

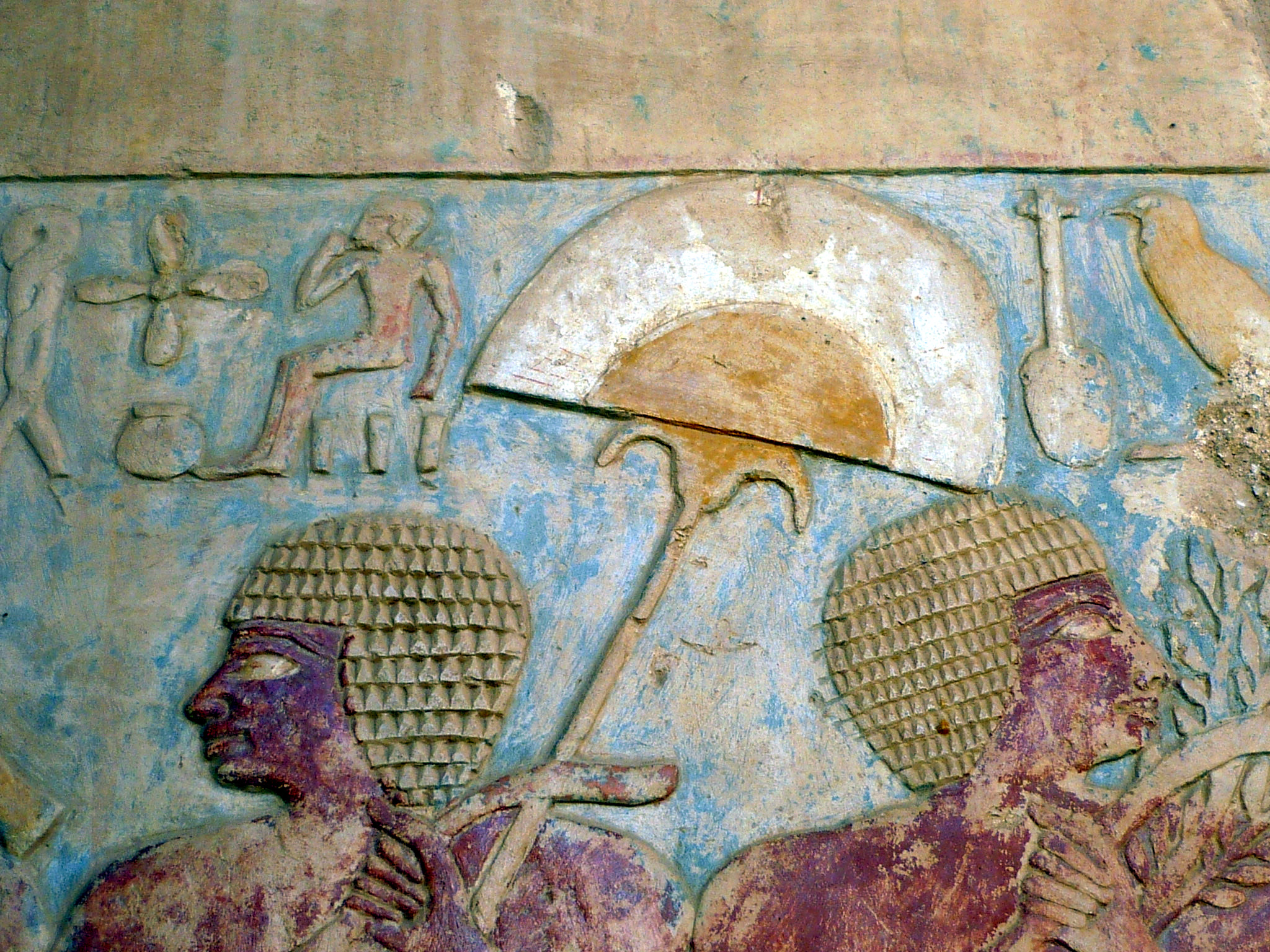
Slunečník (současně vějíř) ve starověkém Egytě
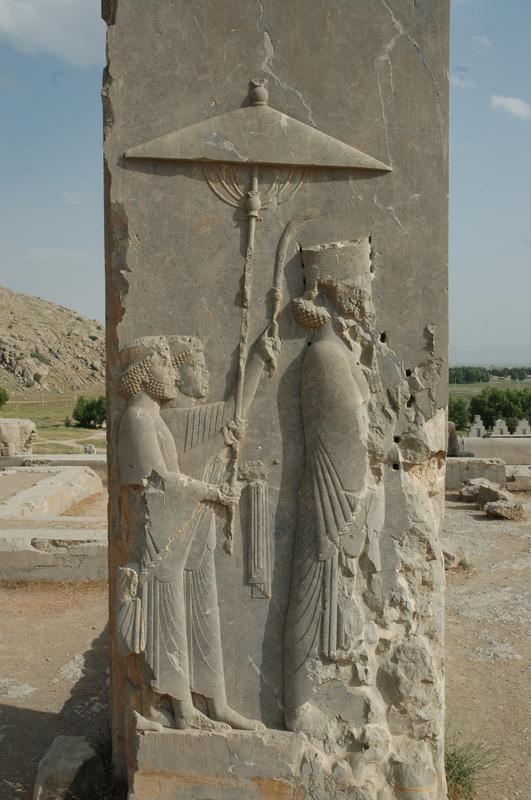
Xerxes, Persepolis, Írán

## Konstrukce

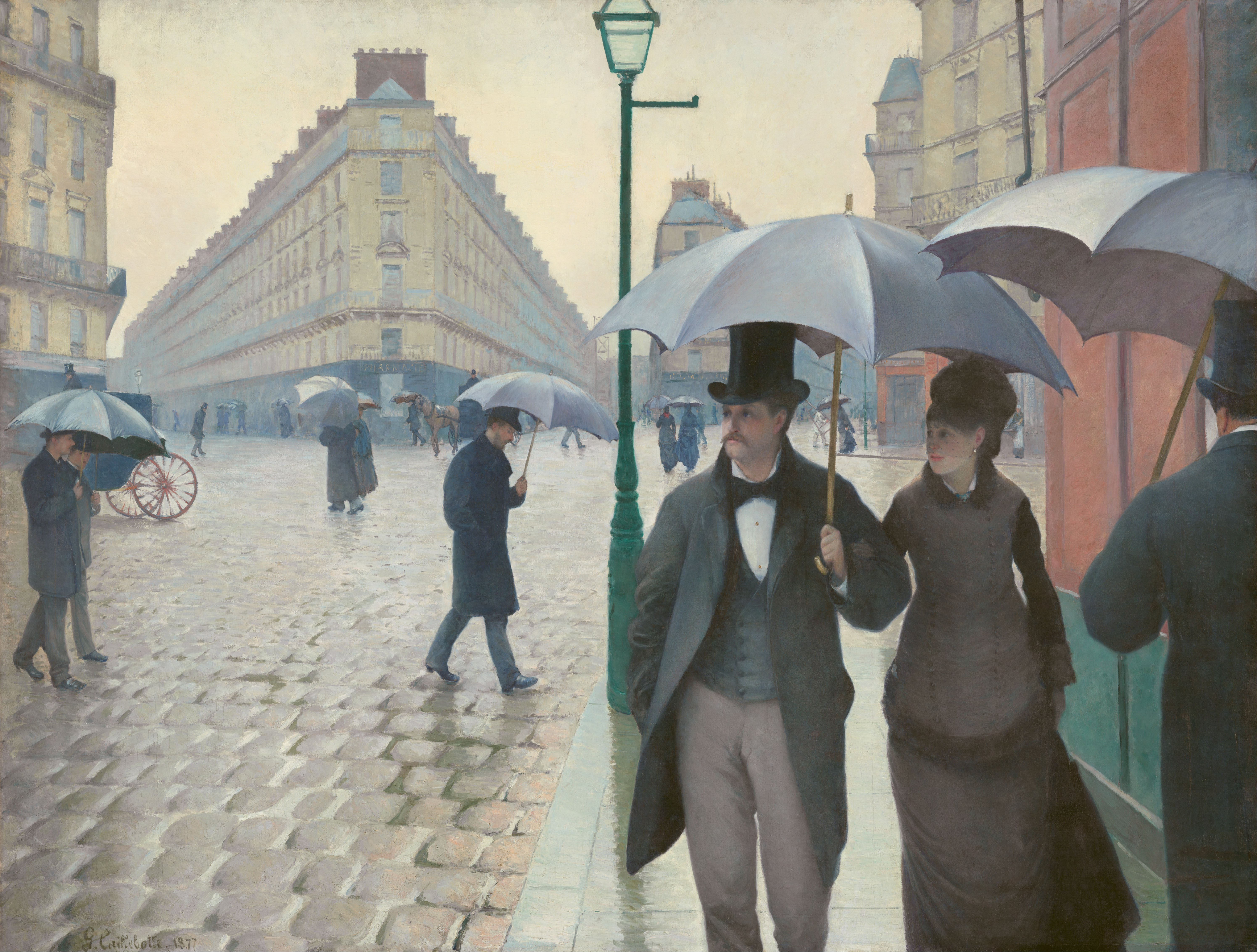
Gustave Caillebotte (1848–1894): Rue de Paris, temps de pluie, 1877.

Jde o přenosnou a skládací plochu pokrytou nepromokavým materiálem tvořeným impregnovanou látkou, či plastovou fólií, která je umístěna na soustavě několika kovových (plastových či dřevěných) tyčí (drátů). Ty ji podpírají, aby se nepromáčkla a kdykoliv umožňovala rychlé roztažení. 
Deštník je též vybaven aretačním mechanismem, kterým je udržován v otevřeném či zavřeném stavu. Některé deštníky jsou vybaveny pružinami, které je po stisku aretačního mechanismu zavírají, případně i otevírají. 
Pro lepší uchopení (držení) je deštník s držadlem, které může mít zahnutou rukojeť.

## Druhy deštníků
- Některé jsou velmi rozměrné (kolem 1-3 metrů v průměru), a proto jsou stabilní, umístěné do stojanů.
- Skládací deštník má zasouvací nosnou tyč a skládací konstrukční soustavu, po zavření se značně zmenší. Menší deštníky jsou původně deštníky dámské, a proto se často musí skládat tak, aby se vešly do malé dámské kabelky, bývají také výrazně barevné.
- Klasické verze velkých černých deštníků pro pány se pouze „zavřou“.
- Deštník sloužící k ochraně proti slunci se nazývá slunečník. Někdy je plocha deštníku či slunečníku využívána jako reklamní plocha.
- Speciálním typem „deštníku“ (neslouží k ochraně před deštěm) je fotografický deštník, který se používá pro rozptýlení světla studiového osvětlení v ateliérové fotografii.

Deštníky byly v některých dobách také symbolem anglického džentlmena a byznysmena, jako takové se staly i velmi oblíbenou rekvizitou v mnoha filmech.

## Ostatní významy
- Symbolu deštníku jsou věnovány dva znaky ve znakové sadě Unicode: U+2602 (☂) je samotný deštník, U+2614 (☔) je deštník s kapkami deště.
- Slunečník je jedním z osmi šťastných symbolů, které jsou významné v tibetském buddhismu, ale i v hinduismu a džinismu.